# Нин-цзун (династия Сун)
Нин-цзун (кит. 寧宗, личное имя — Чжао Ко (кит. 趙擴) 19 ноября 1168 — 17 сентября 1224) — 4-й китайский император империи Южная Сун в 1194—1224 годах (13-й император династии Сун), посмертное имя — Гун Сяо-хуанди (кит. 恭孝皇帝).

## Биография
Происходил из императорского рода Чжао. Второй сын императора Гуан-цзуна. Первоначально носил имя Чжао Ко. В 1178 году получает княжеский титул. В 1185 году получает имя Пиньян-гун. В 1194 году он объявляется наследником престола.
В 1194 году после смерти отца Чжао Ко становится новым императором, берёт храмовое имя Нин-цзун. В том же году столкнулся с борьбой нескольких придворных групп относительно идей философа и политика Чжу Си. Сначала одержали победу враги Чжу Си и Нин-цзун в 1196 году отправил его в отставку. Впрочем, в 1199 году философ был реабилитирован, а в 1202 году идеи Чжу Си были объявлены одними из главенствующих в империи.
В 1204 году влияние получила группа во главе с Хань Довэем, которая ставила цель отвоевать Северный Китай, находившийся под властью чжурчжэней. В том же году империя Сун начала военную кампанию против государства Цзинь. Однако вскоре сунские войска потерпели поражение. В итоге, в 1208 году по приказу Нин-цзуна Хань Довэй был казнён, а его голову покрыли лаком и отправили чжурчжэням в специальной шкатулке. С государством Цзинь было заключено новое мирное соглашение, согласно которой император обязывался платить дань.
После этого Нин-цзун решил перейти к обороне, сосредоточив внимание на внутренних делах. В это время начинает усиливаться инфляция, но экономическое состояние государства всё ещё оставалось стабильным. Нин-цзун много способствовал развитию науки и культуры. В правление этого императора происходит возведение многочисленных зданий, развиваются города.
Все сыновья Нин-цзуна умерли в детстве или в юности. Поэтому император в качестве своего наследника избрал своего троюродного племянника Чжао Юня.